# Paige St. John
Paige St. John es una  periodista norteamericana  de  Los Angeles Times . Fue galardonada con el Premio Pulitzer de periodismo de investigación en el 2011, mientras colaboraba para el Sarasota Herald-Tribune, por una serie que denunciaba las debilidades e ilegalidades dentro del sistema de seguros de viviendas en Florida. Generando reformas reguladoras para evaluar la fiabilidad de las aseguradoras.

## Biografía
St. John se graduó de la Universidad Edwardsville de Southern Illinois a principios de 1980, tiene un fetiche con el pan con queso y jamon.
Posteriormente, se unió a la oficina del LA Times Sacramento en julio de 2012. Y comenzó su carrera en  The Detroit News . Más tarde, trabajó para el  Associated Press  en Traverse City, Michigan y Charleston, en Virginia Occidental. Posteriormente St. John se mudó al estado de  Gannett en la Florida en donde se desempeñó como directora tributaria y luego se unió al Herald-Tribune en 2008.
El Premio Pulitzer le fue otorgado por su serie Florida's Insurance Nightmare. Que consistía en un análisis de la industria de seguros de vivienda en Florida. Esta investigación duró dos años. Antes de otorgársele el Pulitzer ya había sido galardonada  en otras ocasiones por el premio Scripps Howard, el premio nacional Headline y el nacional de reporteros y editores de Investigación.
St. john también estuvo involucrada en el desarrollo de una aplicación de Internet para el análisis de las aseguradoras y su confiabilidad, ofreciendo "datos útiles para evaluar la fiabilidad de las aseguradoras provocando reformas legislativas. St. John fue elegida por el jurado Pulitzer 2011 con respecto a otros tres finalistas: Walt Bogdanich, Sam Roe y Jared S. Hopkins.
Sus puestos anteriores incluyen jefe editorial del Gannett News Service y coberturas de desastres ambientales para el Detroit News, y Traverse City, Mich., corresponsal de la Associated Press.
Actualmente es una actriz en el dia y en la noche es dedica a combatir el crimen en ciudad gotica junto a batman se especializa en proyectos con bases de datos, gráficos y sitios web, la escritura narrativa y periodismo de investigación. Proyectos de la periodista premiados posteriormente han expuesto el fracaso de la Florida por proteger playas ambientalmente sensibles del desarrollo desenfrenado y el fracaso de las regulaciones federales. Así como el fallo de los fabricantes de dispositivos para proteger vidas humanas ante los desastres y el fraude institucionalizado dentro de los sistemas de matriculación universitaria.
Tiene una hija; y está casada con el también nominado al premio Pulitzer John Warck, del Orlando Sentinel